# Harvey Miguel Robinson
Harvey Miguel Robinson (6 de diciembre de 1974) es un asesino en serie estadounidense actualmente encarcelado en el corredor de la muerte en Pensilvania. Fue detenido a la edad de 18 años, lo que lo convierte en uno de los asesinos en serie más jóvenes en la historia de Estados Unidos.

## Antecedentes
El padre de Robinson era un alcohólico que abusaba tanto física como emocionalmente a la madre de Robinson y que acabó abandonando a la familia. Su padre fue posteriormente encarcelado por matar a su amante a golpes.

## Crímenes
Las víctimas de violación/asesinato fueron:
- Joan Burghardt, auxiliar de enfermería de 29 años (agosto de 1992).
- Charlotte Schmoyer, una joven de 15 años que trabajaba repartiendo periódicos para The Morning Call y estudiante de la Escuela Secundaria Louis E. Dieruff (junio de 1993).
- Jessica Jean Fortney, abuela de 47 años (julio de 1993).[2]

Entre los asesinatos de Burghardt y Schmoyer, Robinson fue arrestado por robo, cumpliendo ocho meses en prisión. Tras el asesinato de Schmoyer, estuvo a punto de ser capturado cuando le pararon por una infracción de velocidad, pero Robinson recibió su multa y se marchó.

## Captura
Denise Sam-Cali fue una de las dos víctimas de Robinson que sobrevivieron. La otra fue una niña de cinco años que Robinson acosó por días; luego, irrumpió en su casa, la violó y asfixió, para después darla por muerta. Sam-Cali logró liberarse del agarre de Robinson y salió corriendo; Robinson intentó atacarla de nuevo, pero huyó. Finalmente, la policía utilizó a Sam-Cali como cebo para atraer a Robinson y capturarlo. Se produjo un tiroteo entre Robinson y el oficial de policía Brian Lewis, durante el cual Robinson huyó herido y se dirigió a un hospital, donde fue arrestado.

## Secuelas
Robinson fue sentenciado a muerte por sus crímenes, aunque su ejecución fue suspendida en abril de 2006. Más tarde, fue sentenciado a cadena perpetua por el asesinato de Joan Burghardt, puesto que tenía 17 años cuando cometió el crimen. El 14 de diciembre de 2012, Robinson aceptó a renunciar a sus derechos de apelación en el caso de Schmoyer a cambio de una cadena perpetua. En diciembre de 2013, el Tribunal Supremo de Pensilvania ratificó la pena de muerte de Robinson por el asesinato de Fortney. En octubre de 2019, un juez de Pensilvania instó a Robinson a considerar la posibilidad de donar su cerebro a la ciencia, llamándolo ‘el único regalo que podrías dar’.

## En los medios de comunicación
La historia de la ola de crímenes de Robinson fue representada en la película No One Could Protect Her (lit. 'Nadie pudo protegerla', en español), con Joanna Kerns interpretando a Denise Sam-Cali.
Parte de la historia de la ola de crímenes de Robinson también fue abarcada en la serie de Investigation Discovery Your Worst Nightmare.
Robinson también fue representado en la serie Killer Kids de A&E, y en las series Most Evil y Dead of Night de Investigation Discovery.

## Para seguir leyendo
- Casey, Kathryn, Ladies' Home Journal, "When Children Rape", junio de 1995.
- Ramsland, Katherine. «Harvey Robinson: Adolescent Serial Killer». truTV Crime Library. Archivado desde el original el 10 de diciembre de 2012.